# Крајпуташ у Мионици
Крајпуташ у Мионици, подигнут је, највероватније, после Првог светског рата, у славу Сергија Нешовановића, од стране његових најближих. Обележје представља још једно сведочанство на време страдања и јединствен је пример народног стваралаштва.
На крајпуташу је уклесана порука:
Стани путниче
те прочитај овај
тужни спомен
Сергије
Нешовановић
из Попадића, изгуби свој живот
у цвету младости
у рату 15. Маја
1913. г. Умро од болести
у Призрену у своји
26. г. Као брдски
артиљерац
до века за њим
тугује отац
Сретен мати
Стана, брат Новак,
сестре Зорка и
Крстина, жена
Даринка и син
Станимир, који му и овај спомен
дигоше